# Þórbergur Þórðarson
En aquest nom islandès, el darrer nom és un patronímic, no pas un cognom. La manera de referir-se a aquesta persona és pel nom de pila.
Þórbergur Þórðarson (Hala í Suðursveit, 12 de març 1889-Reykjavík, 12 de novembre 1974) fou un escriptor i esperantista islandès.

## Obres
- 1915: Hálfir skósólar.
- 1917: Spaks manns spjarir.
- 1922: Hvítir hrafnar (reimpressió de Hálfir skósólar i Spaks manns spjarir).
- 1924: Bréf til Láru.
- 1938: Íslenzkur aðall.
- 1940-1941: Ofvitinn.
- 1945-1950: Ævisaga Árna Þórarinssonar prófasts (Memòries d'Árni Þórarinsson).
- 1954-1955: Sálmurinn um blómið.
- 1960: Ritgerðir 1924-1959 (assajos).
- 1975: Í Suðursveit.